# Премия имени А. Ф. Кони
Премия имени А. Ф. Кони — премия, присуждаемая с 1994 года Российской академией наук. Присуждается Отделением философии, социологии, психологии и права РАН за выдающиеся научные работы в области права.

Премия названа в честь известного российского юриста, судьи, государственного и общественного деятеля А.Ф. Кони.

## Лауреаты премии
- 1994 — доктор юридических наук Л. Е. Лаптева — за работу «Земские учреждения в России»
- 1997 — доктор юридических наук И. М. Степанов — за работу «Уроки и парадоксы российского конституционализма. Очерк-эссе»
- 2000 — доктор юридических наук Ю. А. Юдин — за монографию «Политические партии и право в современном государстве»
- 2003 — доктор юридических наук С. А. Авакьян — за монографию «Конституция России: природа, эволюция, современность»
- 2006 — кандидаты юридических наук Е. Н. Васильева и С. А. Сосна — за монографию «Франчайзинг. Коммерческая концессия»
- 2009 — член-корреспондент РАН Д. А. Керимов — за работу «Избранные произведения» (в трёх томах)
- 2012 — доктор юридических наук Л. Р. Клебанов — за монографию «Уголовно-правовая охрана культурных ценностей»
- 2015 — доктор юридических наук М. Н. Копылов — за цикл работ по единой тематике «Российская концепция международного экологического права»
- 2018 — член-корреспондент РАН Е. А. Лукашёва — за серию работ, посвящённую исследованию цивилизационных, нормативно-ценностных, социокультурных оснований права
- 2021 — доктор юридических наук В. В. Лазарев — за серию научных работ, посвящённых исследованию общей теории права и её практического воплощения в реальных общественных отношениях
- 2024 — доктор юридических наук А. И. Ковлер — за серию научных работ, посвященных исследованию международного права, прав человека и теории права, разрешению фундаментальных вопросов правовой политики